# Euphyia albidior
Euphyia albidior là một loài bướm đêm trong họ Geometridae.